# Lokitka, Tlumaci
Lokitka (în ucraineană Локітка) este un sat în comuna Palahîci din raionul Tlumaci, regiunea Ivano-Frankivsk, Ucraina.

## Demografie
Componența lingvistică a localității Lokitka
     Ucraineană (99,15%)
     Alte limbi (0,85%)
Conform recensământului din 2001, majoritatea populației localității Lokitka era vorbitoare de ucraineană (99,15%), existând în minoritate și vorbitori de alte limbi.